# 鄧芝
鄧 芝（とう し、? - 251年）は、中国後漢末期から三国時代の政治家・武将。字は伯苗。荊州南陽郡新野県（現在の河南省南陽市新野県）の出身。光武帝の功臣鄧禹の末裔。母は女道士の鄭天生。子は鄧良。鄧颺は遠戚にあたる。

## 経歴
劉璋の時代に益州へ入った。まだ無名の時期に、張裕は人相をよく見ると聞いて訪ねたところ、「70歳を過ぎて大将軍となり、侯に封ぜられる」と評価された。その後、巴西太守の龐羲がよく士を好むと聞き、身を寄せた。
劉備が益州を平定すると劉備に仕え、郫県の邸閣督となった。ある時、郫を訪問した劉備と語らい高く評価され、抜擢されて郫県令・広漢太守を歴任した。清廉かつ厳格に統治を行って治績を挙げ、後に尚書となった。
223年、劉備死後の蜀は、跡を継いだ劉禅がまだ若く、魏・呉とも敵対しており危険な状態であった。孫権は劉備の存命時に和睦を求めており、劉備も費禕らを使者として派遣するなどしていたが、劉備の死後は態度を鮮明にしていなかった。
鄧芝は諸葛亮に請われて呉に使いし、蜀との和平に消極的となっていた孫権を相手に、巧みな弁舌で修好を回復させた。孫権は魏と断交し、蜀と再び同盟を結ぶことを決め、張温を使者として蜀に送った。孫権は諸葛亮に手紙を送り「以前派遣された使者の丁厷は軽薄であり、陰化は言葉が足らなかった。両国が修好できたのは鄧芝のおかげである」と語った。呉に使いして以降、孫権から鄧芝へ何度か手紙や贈物があった。
諸葛亮が漢中に進駐すると、中監軍・揚武将軍に任命された。第一次北伐（街亭の戦い）では趙雲と共に箕谷道で陽動を行ったが、率いていた兵が弱かったため、曹真の派遣した軍に敗れている（「趙雲伝」）。諸葛亮の死後、前軍師・前将軍・兗州刺史・陽武亭侯となり、しばらくして江州督となった。
時の人は三方の国境を守る東の前将軍鄧芝・南の鎮南大将軍馬忠・北の鎮北大将軍王平を並べて賞賛し、高い名声を博した（同時期にこの三人の他に鎮西大将軍の姜維がいた）。
243年に車騎将軍となり、仮節も与えられた。
248年、涪陵郡（現在の重慶市）で豪族の徐巨による反乱があったが、これを鎮圧して民衆を安堵させた。鄧芝は遠征の帰途に猿の母子を見つけた。彼は昔から弩を扱うのを好んでおり、それを目掛けて矢を射ると母猿に当たった。すると子猿は母に刺さった矢を抜き、木の葉で傷口をふさごうとした。これを見た鄧芝は、生き物の尊厳を傷つけたことを悔い、弩を水中に投げ込み自身の死期を悟ったという。
251年に死去した。
子の鄧良が跡を継いで尚書左選郎となり、鄧艾が成都に迫ると降伏の使者として鄧艾に接見し、西晋において父と同じく広漢太守となっている。

## 人物
賞罰は明らかで、兵卒らにはよく施しをしながらも、自らは質素倹約に努めて私腹を肥やそうとせず、顕官にありながら妻子にひもじい思いをさせ、財産を残さなかった。
性格は剛毅で飾り気なく、士人とうまく付き合えなかった。人を高く評価することは少なかったが、ただ姜維の才能だけは買っていた。
また、鄧芝は驕り高ぶった性格で、大将軍であった費禕を含む皆が避けたが、ただ宗預だけは鄧芝に屈しなかったという（「宗預伝」）。

## 三国志演義
小説『三国志演義』では、孫権が蜀の使者を脅すために置いた熱された大釜を罵倒。それに怒った孫権を諭した上で、命がけで同盟を結ぶと言い釜に飛び込もうとした。これに驚いた孫権は感服し、蜀と再び同盟を結ぶという演出がなされている。